# Burkhardt Kiegeland
Burkhardt Kiegeland (* 20. Februar 1942 in Deutschland; † 15. August 2016 in der Schweiz) war ein deutscher Schriftsteller.
Nach einer anfänglichen Karriere als Lektor und Redakteur wurde er freiberuflicher Autor und Übersetzer. Er verfasste einige Fachbücher u. a. zu den Themen Modellbahn und Fotografie. Nach einem gesundheitlichen Zusammenbruch um 1980 wandte er sich spirituellen Themen zu. Er verlegte seinen Wohnsitz von München nach Salzburg und später nach Bern.
Seine Werke zur Modellbahn erfuhren unter den Modellbahnern der damaligen Zeit eine größere Verbreitung und sind entsprechend bekannt.

## Werke (Auszug)

### Autor
- Modelleisenbahn. Ein Hand- und Spielbuch.
- Eisenbahnmodelle. Die schönsten Kleinserien und Messingmodelle aus aller Welt.
- Fotografieren: Ein Handbuch für Hobby-Fotografen.
- Uhren.
- Der perfekte Okkultist. Vertrauliches und Bedenkliches aus der Geisterwelt.
- Das Auge im Nacken und andere Schnurrpfeiffereien – Experimente und Amüsements aus Großvaters Trickkiste, Mosaik–Boutique, Mosaik Verlag GmbH, München 1976, ISBN 3-570-02267-6.

### Übersetzer
- Stuart R. Kaplan: Der Tarot. Geschichte, Deutung, Legesysteme. (Original: Tarot Classic. 1972.) Aus dem Amerikanischen von Burkhardt Kiegeland. 5. Aufl. 1988, ISBN 3-88034-224-5 (1. Aufl. 1984).